# 鼠貼
鼠貼（Mouseskates、Mousekeeper）是一種類似貼紙的東西，可以將它貼在每個鼠腳上，使滑鼠與鼠墊不會直接摩擦，降低兩者的磨損度，進而提高壽命，而最大的優點則是可以提升滑度，鼠貼一般用於遊戲玩家，或長期使用滑鼠者。